# Faca de Mora

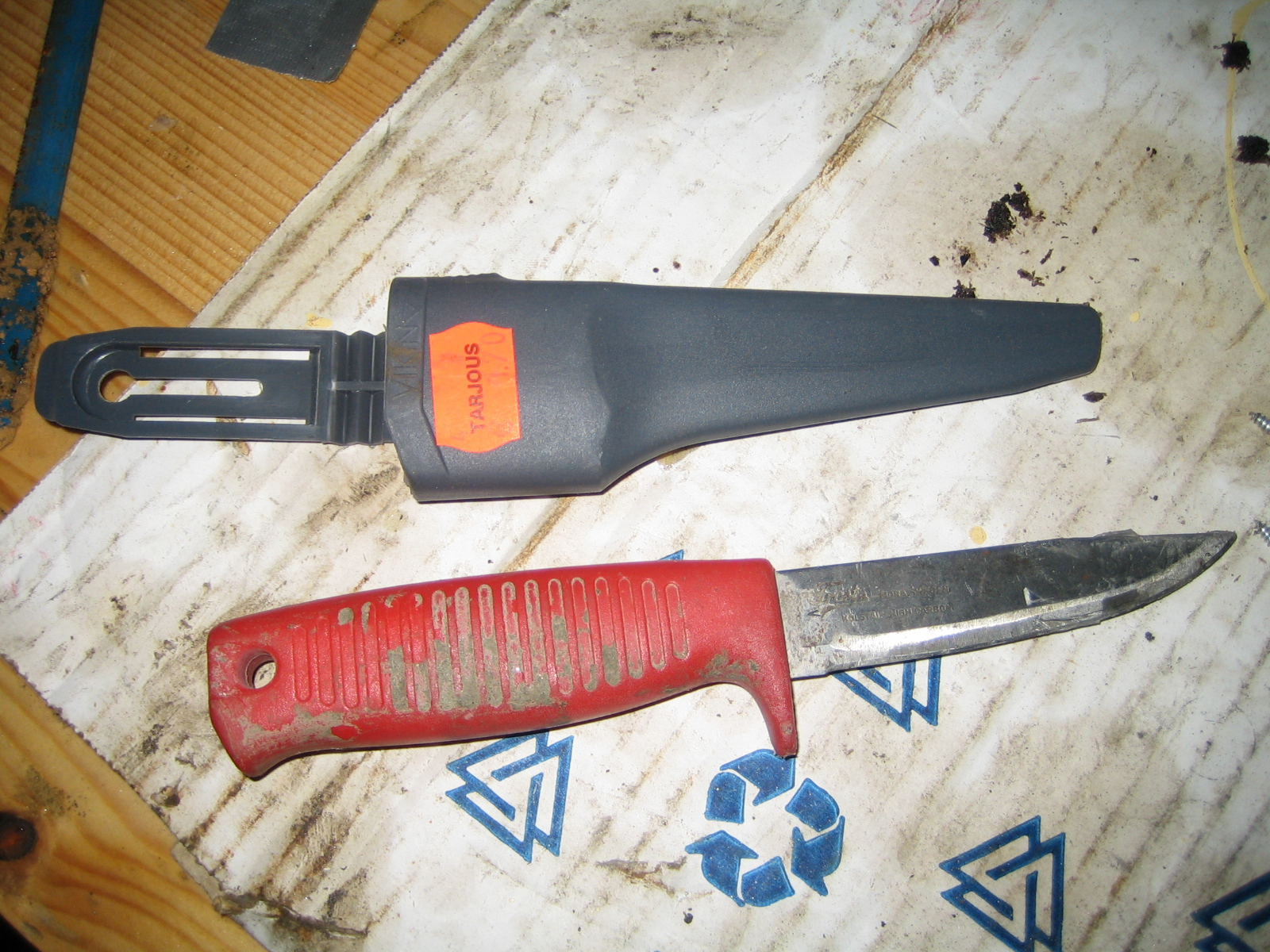
A Faca de Mora

A Faca de Mora (Morakniv) é uma faca tradicional da pequena cidade sueca de Mora, na província histórica da Dalecárlia.